# Zheng Lihui
Zheng Lihui (Xiantao, Hubei, 1980) es un gimnasta artístico chino, campeón olímpico en 2000 en el concurso por equipos.

## Carrera deportiva
Y en los JJ. OO. de Sídney 2000 ayuda a su país a conseguir el oro en el concurso por equipos, quedando por delante de Ucrania (plata) y Rusia (bronce); sus compañeros en el equipo eran: Xing Aowei, Yang Wei, Xiao Junfeng, Huang Xu y Li Xiaopeng.